# Dziwny jest ten świat…
A Dziwny jest ten świat... Czesław Niemen első nagylemeze, melyet a Muza adott ki 1967-ben. Kísérőzenekar az Akwarele együttes. Katalógusszáma: XL 0411 (mono).

## Az album dalai

### A oldal
1. Gdzie to jest ?
2. Nigdy się nie dowiesz
3. Ten los, zły los
4. Coś, co kocham najwięcej
5. Wspomnienie
6. Nie wstawaj lewą nogą

### B oldal
1. Dziwny jest ten świat
2. Jeszcze swój egzamin zdasz
3. Chciałbym cofnąć czas
4. Pamiętam ten dzień
5. Nie dla mnie taka dziewczyna
6. Chyba, że mnie pocałujesz

## Közreműködők
- Czesław Niemen – ének, zongora, orgona
- Paweł Brodowski – basszusgitár
- Tomasz Butowtt – dob
- Tomasz Jaśkiewicz – gitár
- Marian Zimiński – zongora, orgona
- Alibabki együttes – háttérvokál